# Sønderborg (dokumentarfilm)
|  | Denne artikel er oprettet af botten Steenthbot ud fra en ekstern database. Den kan derfor have sproglige fejl eller mangler. Denne skabelon kan fjernes efter kontrol af indholdet. |

Sønderborg er en dansk dokumentarfilm fra 1920.

## Handling
Sønderjylland. Folkefest. Ringridning i Sønderborg. Tivoli. Publikum står foran teltet med "Kæmpesøstrene Paula og Maja", henholdsvis 16 og 22 år som vejer 318 pund og 417 pund. Gynger og karruseller, cirkus Knold. Folk har pænt tøj på. Opmarch af ryttere foran Sønderborg slot. Optog af ringridere gennem byen, Perlegade. Børn deltager i forskellige lege. Kapløb, æbleløb, ringridning på cykel m.m. Voksne danser i det grønne. Man tager sig en rigtig svingom.